# ヴォイコヴィツェ
ヴォイコヴィツェ（ポーランド語：Wojkowice、ドイツ語：Woikowize）は、南部ポーランドシロンスク県ベンジン郡にある、2004年の統計で人口9,531人の都市。ブルィニツァ川沿いに位置する。歴史的にはザグウェンビェ・ドンブロフスキェ地方の一部にあり、シレジアに隣接する。